# Šakal (film, 1997)
Šakal (v anglickém originále The Jackal) je koprodukční akční film z roku 1997. Režisérem filmu je Michael Caton-Jones. Hlavní role ve filmu ztvárnili Bruce Willis, Richard Gere, Sidney Poitier, Diane Venora a Mathilda May.

## Obsazení
| Bruce Willis     | Šakal                  |
| Richard Gere     | Declan Joseph Mulqueen |
| Sidney Poitier   | Carter Preston         |
| Diane Venora     | Valentina Koslova      |
| Mathilda May     | Isabella Zanconia      |
| J. K. Simmons    | Timothy I. Witherspoon |
| Richard Lineback | McMurphy               |
| John Cunningham  | Donald Brown           |
| Jack Black       | Ian Lamont             |
| Sophie Okonedo   | jamajská padělatelka   |
| Daniel Dae Kim   | Akashi                 |
| Larry King       | sám sebe               |